# 문경 (영화)
《문경》은 2024년에 개봉한 대한민국의 영화이다.

## 캐스팅

### 주연
- 류아벨 : 문경 역
- 조재경 : 가은/명지 역
- 최수민 : 유랑할매 역
- 변서윤 : 초월 역
- 김주아 : 유랑 역
- 복 순 : 길순 역

### 조연
- 차서현 : 하원 역
- 이지해 : 팀장 역
- 서진원 : 본부장 역
- 신희철 : 재단직원 역
- 박지홍 : 시골청년 장우 역
- 서석규 : 시골청년 종열 역
- 권태현 : 주지 역
- 안유라 : 선유 역
- 김소숙 : 문경 모 역

### 특별출연
- 정애화 : 예천댁 역
- 이영진 : 수의사 역

## 참고 사항
- 주인공의 이름이 모두 지명이고 서로 관련된다. 문경은 경기도 광주시 초월읍에 살고, 초월은 경상북도 문경시가 고향이다. 경상북도 문경시 가은읍에서 문경과 길순이와 만난 명지 스님의 속명은 가은이다.